# Euphorbia pergracilis
Euphorbia pergracilis är en törelväxtart som beskrevs av P.G.Mey.. Euphorbia pergracilis ingår i släktet törlar, och familjen törelväxter.
Artens utbredningsområde är Namibia. Inga underarter finns listade i Catalogue of Life.